# Henry Jackson (Leichtathlet)
Henry Jackson (* 25. Oktober 1947 im Westmoreland Parish) ist ein ehemaliger jamaikanischer Weitspringer, Dreispringer, Hürdenläufer und Hochspringer.
1970 wurde er bei den British Commonwealth Games in Edinburgh Zwölfter im Hochsprung. Im Dreisprung und über 110 m Hürden kam er nicht über die erste Runde hinaus.
Bei den Olympischen Spielen 1972 in München schied er im Weitsprung und im Dreisprung in der Qualifikation aus.
1975 gewann er bei den Zentralamerika- und Karibikmeisterschaften Silber im Weitsprung.

## Persönliche Bestleistungen
- Weitsprung: 7,85 m, 1973
  - Halle: 7,92 m, 25. Mai 1973, Salt Lake City
- Dreisprung: 16,44 m, 15. April 1972, El Paso